# Ruchlingen
Ruchlingen (ou Ruchling) était un hameau de la commune de Spicheren en Lorraine, il fut détruit et non rebâti.
Au sud-est de Spicheren, subsiste une "Rue de Ruchlingen".

## Toponymie
- D'un nom de personne Roccula ou Rochla + ingen[1].
- Ruchelinga (1333), Ruchlingen (1417 & 1577), Ruchingen (1586), Rochlingen (1594), Rochelingen (1618), Rühlingen (1665), Rouchlingen (1684), Ruttlingen (1709)[2].

## Histoire
Situé entre Spicheren et Alsting, mentionné comme hameau en 1577, comme village en 1618 et comme désert en 1684. 

Il fut détruit pendant la guerre de Trente Ans vers 1635, n'a pas été rebâti et a été abandonné.